# Альберт Форстер
Альберт Марія Форстер (нім. Albert Maria Forster; 26 липня 1902, Фюрт, Німецька імперія — 28 лютого 1952, Варшава, Польща) — партійний діяч НСДАП, гауляйтер Данцига (15 жовтня 1930 — 7 жовтня 1939), гауляйтер і рейхсштатгальтер рейхсгау Данциг — Західна Пруссія (26 жовтня 1939 року — 8 травня 1945), обергрупенфюрер СС (31 грудня 1941), член Штабу райхсфюрера СС.

## Біографія

### Походження, освіта і професійна діяльність
Альберт Форстер був молодшим з 6 дітей в сім'ї начальника тюрми Фюрта. З 1908 по 1912 рік відвідував народну школу, а потім Гуманітарну гімназію Фюрта, яку він закінчив у 1920 році, здобувши середню освіту. До 1922 року Форстер вивчав торгову справу, а потім в 1922-1926 роках служив в банкірському домі Брюкнера в Фюрті.

### Політична діяльність у Франконії
7 листопада 1923 року Форстер вступив в НСДАП і СА. Під час заборони НСДАП 30 червня 1924 року був звільнений за політичними мотивами з банкірського дому Брюкнера. Потім Форстер працював спеціалістом з реклами в антисемітській щотижневій газеті ««Der Stürmer» Юліуса Штрайхера.
1 серпня 1924 року вступив у Великонімецьке національне об'єднання — одну з організацій нацистів періоду заборони НСДАП. З 1 серпня 1924 по 16 лютого 1925 року Форстер керував фюртскім відділенням об'єднання. Після відтворення НСДАП на основі свого відділення 26 лютого 1925 він створив місцеву групу НСДАП. У лютому 1925 року вперше зустрівся з Адольфом Гітлером у Мюнхені. 5 березня 1925 року вступив у відтворену НСДАП при збереженні свого старого членського номера НСДАП (партквиток №1 924). 12 червня 1926 року Форстер вступив у СС (№158); в 1926-1927 роках був керівником заснованої ним групи CC в Нюрнберзі-Фюрті. З 1928 року був районним керівником НСДАП в районі Центральна Франконія. 22 лютого 1928 року Форстер поступив на роботу у фінансову службу Німецького національного торгового союзу взаємодопомоги (DHV) в Нюрнберзі. У грудні 1929 роки перевівся в Гамбург і у квітні 1930 року стало районним комерційним директором DHV в районі «Нижня Ельба».

### Гауляйтер Данцига
14 вересня 1930 року Форстер був обраний депутатом Рейхстагу від Франконії (з 7 липня 1940 року - від Данцига). 15 жовтня 1930 був призначений гауляйтером Данцига, який тоді був «вільним містом» під управлінням Ліги Націй і не входив до складу Німеччини. 1 листопада 1930 року заснував в Данцигу партійну газету «Данцизький спостерігач» («Danziger Beobachter»), видавцем якого він також став. Пізніше газета була перейменована в «Форпост» («Der Vorposten»), а з 1 червня 1933 року його стала називатися «Данцизький форпост» («Der Danziger Vorposten»).
Після приходу на початку 1933 року Гітлера до влади 10 травня 1933 року Форстер був призначений керівником Об'єднання торгових службовців (Leiter der Fachschaft der Handlungsgehilfen) і керівником Об'єднання німецьких службовців (Führer des Gesamtverbandes der Deutschen Angestellten) в Німецькому трудовому фронті (DAF). Крім того, він став членом Великої й малої ради Німецького трудового фронту. 11 липня 1933 він став членом Прусської державної ради, з 15 січня 1935 року - членом Наглядової ради Німецького робочого банку (Bank der Deutschen Arbeit AG).
9 травня 1934 року Форстер одружився з Гертрудою Дец. Місцем одруження була Імперська канцелярія в Берліні, Адольф Гітлер і заступник фюрера Рудольф Гесс виступали на ній як свідки акту одруження і брали участь у весільних урочистостях.
В Данцигу Форстер вів внутрішньопартійну конкурентну боротьбу проти свого заступника Артура Грайзера, який був президентом Сенату Вільного міста Данциг і главою уряду Данцига.
23 серпня 1939 він був обраний «державним керівником» («Staatsführer») Вільного міста Данциг і таким чином на нетривалий час став формальним главою держави. 1 вересня 1939 року одночасно з початком нападом Німеччини на Польщу Форстер підписав «Закон про возз'єднання Данцига з Великою Німеччину рейхом» («Gesetz der Wiedervereinigung Danzigs mit dem Großdeutschen Reich»), відповідно до якого скасовувалася посада глави данцизької держави. Приєднання Данцига до Третього рейху в той же день було оформлено відповідним законом, прийнятим на засіданні Рейхстагу в Берліні.

### Гауляйтер і рейхсштатгальтер Данцига-Західної Пруссії
Після початку Другої світової війни 1 вересня 1939 року Форстера призначено начальником німецького цивільного управління  Данцизькою областю. 26 жовтня 1939 року з Данцига і Данцизької області, а також деяких приєднаних територій розгромленої Польщі, А. Гітлер утворив рейхсгау «Данциг-Західна Пруссія». Тоді ж Форстера призначено гауляйтером, рейхсштатгальтером (імперським намісником) і імперським комісаром оборони XX військового округу (з 16 листопада 1942 року - Західної Пруссії).
Вже після приходу НСДАП до влади в 1933 році Форстер почав активно проводити нацифікації Данцига і був ініціатором прийняття антипольських і антиєврейських заходів у вільному місті. Після розгрому Польщі й створення рейхсгау Данциг-Західна Пруссія він був одним з організаторів «германізації» Данцига й окупованих польських територій, масових репресій щодо польської інтелігенції та осіб єврейської національності, вигнання поляків з рейхсгау в Генерал-губернаторство та депортації євреїв до концентраційних таборів.
Підхід Альберта Фостера до «германізації Польщі» дуже відрізнявся від методів його «колеги», Артура Грайзера. Для Грайзера «германізувати» означало зігнати поляків з їх місць проживання (фактично в чисте поле), відібравши їх майно, і заселити звільнені будинки етнічними німцями. Для Фостера «германізувати» означало просто оголосити полякам, що відтепер вони - німці. При цьому створювалися організації, аналогічні німецьким, як, наприклад, «Гітлер'югенд». Грайзер був розлючений таким підходом до реалізації «расової теорії» і писав листи Гіммлеру зі скаргами на Фостера. Гіммлер же, своєю чергою, просив фюрера втрутитися в процес «германізації», який проводився Фостером. Коли Фостеру повідомили про можливий скандал, він тільки посміхнувся, сказавши: «Якби я мав зовнішність Гіммлера, я б не став так завзято захищати расову теорію.» Альберт Фостер знав напевно, що фюрер не втручатиметься в справи свого гауляйтера. І дійсно, фюрер втручатися не став, надавши Фостеру можливість самому розв'язувати національні питання на свій розсуд.
В кінці Другої світової війни 25 вересня 1944 року Форстер був призначений організатором і керівником «Німецького Фольксштурму» в рейхсгау Данциг-Західна Пруссія. Після того як радянські війська увійшли на територію гау, він організував евакуацію німецького населення на захід. Після захоплення Радянською армією Західної Пруссії Форстер із залишками свого штабу втік на півострів Гела в Данцизькій бухті, а 4 травня 1945 року вирушив на пароплаві в Греміц в Любекській затоці.

### Арешт, суд і страта
27 травня 1945 року Форстер був арештований британською окупаційною владою в Гамбурзі, які 12 серпня 1946 року передали його польській владі. На процесі, який відбувався з 5 по 29 квітня 1948 року в Гданську (колишньому Данцигу), Форстер був звинувачений у «масових вбивствах осіб з поміж польської інтелігенції та осіб єврейського походження, в переслідуваннях і жорстокому поводженні з польським населенням, присвоєнні польського громадського та приватного майна ». 29 квітня 1948 засуджений Верховним національним судом, що відбувся в Гданську, до смертної кари через повішення. За клопотанням про помилування, які Форстер подавав до суду, президенту Польщі й відомим особистостям Західної Європи, страта Форстера постійно відкладалася. Зрештою, 28 лютого 1952 він був перевезений з Гданська до Варшави й повішений в той же день у дворі центральної в'язниці.

## Нагороди[4]
- Данцизький хрест 1 класу
- Хрест Воєнних заслуг 2-го і 1-го (5 жовтня 1940) класу з мечами

### Відзнаки НСДАП
- Золотий партійний знак НСДАП
- Медаль «За вислугу років у НСДАП» в бронзі та сріблі (15 років)
- Знак гау Данциг-Західна Пруссія

### Відзнаки СС
- Почесний кут старих бійців
- Кільце «Мертва голова»
- Почесна шпага райхсфюрера СС
- Медаль «За вислугу років у СС» 4-го, 3-го і 2-го ступеня (12 років)